# (39726) Hideyukitezuka
1996 VL38 (asteroide 39726) é um asteroide da cintura principal. Possui uma excentricidade de 0.11066890 e uma inclinação de 13.51003º.
Este asteroide foi descoberto no dia 10 de novembro de 1996 por Tomimaru Okuni em Nanyo.